# Francesc Xavier Sánchez Jara
Francesc Xavier Sánchez Jara és un exfutbolista professional català. Va néixer a Almacelles (Segrià) el 16 de setembre de 1969. Va militar en les categories inferiors del FC Barcelona, fins que la temporada 94-95 va debutar en el primer equip de la mà de Johan Cruyff.
En el club blaugrana mai va tenir oportunitats per a triomfar i va disputar pocs partits i amb una participació modesta. A més del FC Barcelona va jugar en altres equips de primera i segona divisió, com per exemple el Reial Betis o el CA Osasuna.
La seva posició era la de lateral dret, encara que de vegades actuava com a migcampista per la dreta. Potser l'aspecte que el va fer més cèlebre, per sobre del seu futbol, va ser el seu bigoti, ja que era dels pocs jugadors professionals que en lluïen.

## Clubs
- Categories inferiors del FC Barcelona: 1983 - 1992
- CA Osasuna: 1992 - 1994
- FC Barcelona: 1994 - 1995
- Reial Betis: 1995 - 1996
- Racing de Santander: 1996 - 1999
- Sporting de Gijón: 1999 - 2001
- CF Balaguer: 2001 - 2003
- EFAC Almacelles: 2003 - 2008, on es va retirar.